# Torneo Nacional de Boxeo Playa Girón 1962
Das Torneo Nacional de Boxeo Playa Girón 1962 wurde vom 10. bis zum 25. Mai 1962 in Havanna ausgetragen und war die erste Austragung der nationalen kubanischen Meisterschaften im Amateurboxen.

## Medaillengewinner
Die Meistertitel wurden in zehn Gewichtsklassen vergeben.
| Gewichtsklasse                  | Gold             | Silber           | Bronze |
| ------------------------------- | ---------------- | ---------------- | ------ |
| Fliegengewicht (bis 51 kg)      | Roberto Caminero | Vicente Núñez    |        |
| Bantamgewicht (bis 54 kg)       | Osvaldo Riverí   | Julio Conte      |        |
| Federgewicht (bis 57 kg)        | Benigno Junco    | Fermín Espinosa  |        |
| Leichtgewicht (bis 60 kg)       | Moisés Vives     | Emilio Mora      |        |
| Halbweltergewicht (bis 63,5 kg) | Lázaro Montalvo  | Marcelino Buides |        |
| Weltergewicht (bis 67 kg)       | Virgilio Jiménez | Leonardo Alcolea |        |
| Halbmittelgewicht (bis 71 kg)   | Waldo Santiago   | Luis Díaz        |        |
| Mittelgewicht (bis 75 kg)       | Gregorio Aldama  | ?                |        |
| Halbschwergewicht (bis 81 kg)   | Marino Boffil    | ?                |        |
| Schwergewicht (über 81 kg)      | Raúl Díaz        | Ignacio Arango   |        |